# Dodd Fell
Dodd Fell är ett berg i Storbritannien.   Det ligger i grevskapet North Yorkshire och riksdelen England, i den norra delen av landet, 80 km nordväster om staden Leeds. Toppen på Dodd Fell är 668 meter över havet.
Terrängen runt Dodd Fell är huvudsakligen bergiga. Närmaste samhälle är Hawes, 6 km nord om Dodd Fell. Runt Dodd Fell är det ganska glesbefolkat. Trakten runt Dodd Fell består till största delen av betesmark.
Kustklimat råder i trakten. Årsmedeltemperaturen i trakten är 5 °C. Den varmaste månaden är juli, då medeltemperaturen är 14 °C, och den kallaste är januari, med −4 °C.